# Наша хроника
„Наша хроника“ е комунистически вестник, временен орган на Поверенството за пропаганда на Президиума на АСНОМ.
Вестникът започва да се печата на 30 септември 1944 г. във велешкото село Горно Врановци. Негови редактори са Веселинка Малинска, Лазар Мойсов и други. От вестника са издадени общо 11 броя. Първите 8 са на циклостил, а останалите се печатат в Печатницата „Гоце Делчев“. Във вестника се пише за организирането на комунистическата власт във Вардарска Македония. В бр. 6 е отбелязано, че в Македония се завръща секретаря на ЦК на МКП Лазар Колишевски.